# Aster (misil)
Los Aster son una familia de misiles tierra-aire fabricados por Eurosam, un consorcio europeo formado por MBDA Francia y MBDA Italia (66%) y Thales Group (33%).

## Información general
La familia Aster fue desarrollada para realizar tres misiones distintas:
Defensa marítima — utilizando misiles antimisiles superficie-aire (SAAM) Aster 15, como los usados en el portaaviones francés Charles de Gaulle (SAAM-FR), el portaaviones italiano Cavour (SAAM-IT) y las fragatas multipropósito FREMM .
- Defensa marítima — Principal Anti-Air Missile System (PAAMS) utilizando Aster 15 y 30, seleccionados por la Marina italiana, francesa y británica. PAAMS entregados por el consorcio EUROPAAMS, otra asociación MBDA/Thales. Un sistema PAAMS de nueva generación soporta el misil Aster 30 Block 1NT.[2]

- Defensa terrestre — Área de Superficie Media (tierra-aire de rango medio, SAMP/T) utilizando baterías de misiles Aster 30. Francia ha demostrado la viabilidad de la destrucción de misiles balísticos de alcance medio.[3] SAMP/T NG es la nueva versión.[4]

Los misiles Aster 15 y 30 difieren solamente en el tamaño de su booster cuyo peso total es de 310 y 450 kg respectivamente. Los Aster 30 requieren los tubos más largos del lanzador Silver A50 , pero su rango se extiende desde 30 a 120 km. El Aster 30 Block 1NT (New Technology) tiene un alcance de 150 km.
El Aster 30 Block 1 es eficaz contra SRBMs (600 km), el Aster 30 Block 1NT es eficaz contra MRBMs (1500 km).
El primer cohete de fase del misil es totalmente diseñado y fabricado por Avio Aero de Italia.

## Historia
Durante los años 80, los misiles predominantes en servicio de Italia y Francia, eran de corto alcance, como el Crotale francés, el italiano Aspide o el estadounidense RIM-7 Sea Sparrow, con un alcance de hasta una docena de kilómetros. Algunos buques fueron también equipados con versiones de medio/largo alcance.
Francia e Italia decidieron iniciar el desarrollo de un misil tierra-aire de medio y largo alcance, para entrar en servicio en la primera década de este milenio, que les daría alcance comparable y capacidad de intercepción superior al RIM-66 Standard MR (SM-1MR/SM-2MR) americano o británico Sea Dart ya en servicio. Su diseño fue pensado para interceptar misiles antibuque supersónicos de próxima generación, como el misil BrahMos , desarrollado conjuntamente por India y Rusia.
El Aster resultante tierra-aire cumple requisitos interservicios e internacionales, las necesidades de la tierra, fuerzas aéreas y navales de Francia, Italia y el Reino Unido. La decisión de basar el misil alrededor de un común interceptar terminal 'Dardo' a los que pueden asociarse diferentes impulsores de tamaños lo ha hecho modular y extensible.

## Características
Los Aster presentan dos importantes mejoras respecto a la anterior generación de misiles, en el nuevo control de maniobrabilidad los sistemas de control están asociados con cuatro cohetes de maniobra en el centro de gravedad del misil (también se denomina PIF-PAF para fuerza de pilotaje induit o fuerza de pilotaje aérodynamique). El sistema evita una ruptura del misil en maniobras de altos g´s durante las correcciones de trayectoria y permite que esas maniobras se realicen sin perder interpretaciones aerodinámicas, mejora la precisión del impacto en el blanco. Lanzamiento de un estándar de los Aster puede incluir cambios de trayectoria de 90 grados.
El radar a bordo de los Aster cumple funciones de Centinela, meteo, discriminación de objetivo, adquisición y discriminación. Es capaz de seguir simultáneamente 300 objetos en vuelo, discriminando alrededor de 60 y guiar hasta 16 misiles.

## Operadores
Arabia Saudita

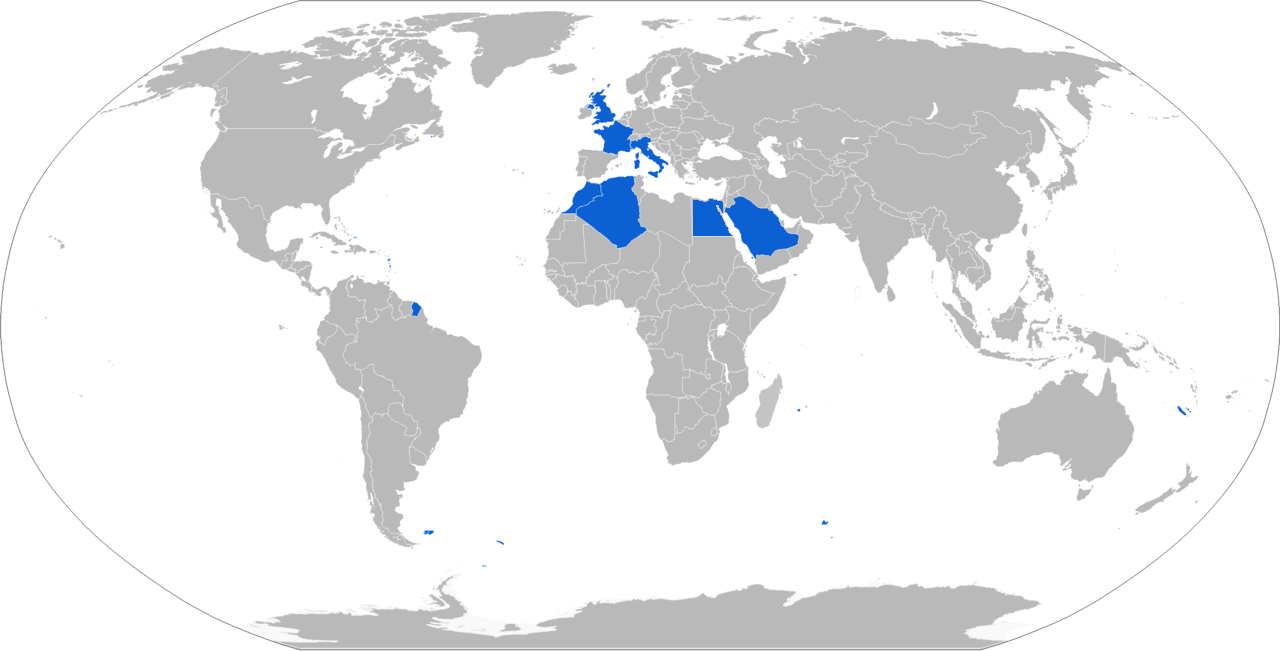
Países operadores del Aster en azul.

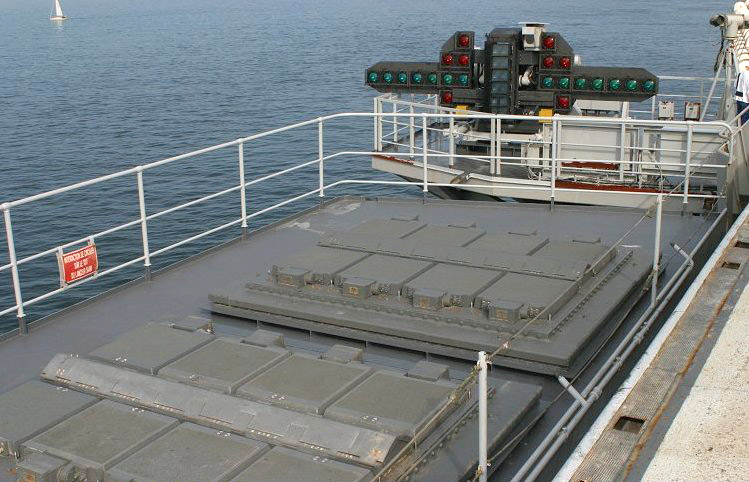
Sistema de lanzamiento de misiles del portaaviones Charles de Gaulle

- Real Armada Saudita los incorporan en las fragatas tipo La Fayette. La Al Riad fue el primer buque a lanzar un misil Aster 15, el 23 de marzo de 2004.

 Argelia
- Armada Nacional de Argelia – Buque Kalaat Béni Abbès[7]

 Egipto
- Armada de Egipto[8]

 Francia
- Marina Nacional de Francia los incorpora en el portaaviones Charles de Gaulle (Aster 15), las fragatas de la  clase Horizon (Aster 15 y 30) y las fragatas multipropósito claseFREMM (Aster 15).
- Armée de l'air opera varias baterías SAMP/T. Su primera batería fue declarado operacional en 2010 con la EDSA escuadrón de Servance 4/950, estacionado en la Base Aérea de Luxeuil-les-Bains. Durante 2011 esta unidad recibirá una segunda batería y una tercera batería será entregada al GOJONES 12/950 en la base aérea de Mont-de-Marsan.[9]

 Grecia
- Armada Griega - Aster 30 para fragatas FDI

 Italia
- Marina Militare los incorpora en el portaaviones Cavour (dos celdas de 2 x 16 Aster 15), las fragatas de la  clase Horizon (Aster 15 y 30) y las fragatas multipropósito clase FREMM (Aster 15).
- Ejército Italiano
- Fuerza Aérea Italiana[10]

 Marruecos
- Armada Marroquí

 Catar
- Armada Catarí[11]

 Reino Unido
- Royal Navy los destructores clase Daring están armados con Aster 15 y 30.

 Singapur
- Armada de la República de Singapur las fragatas de la clase Formidable llevan misiles Aster 15 y Aster 30.[12]
- Fuerza Aérea de Singapur

 Ucrania
Sistema de defensa antiaérea SAMP/T.

### Misiles similares
- Patriot
- RIM-66 Standard
- RIM-67 Standard
- RIM-174 Standard ERAM
- HQ-9
- 48N6
- 40N6
- M-SAM Cheolmae-2